# Свети Димитър (Горна Гращица)
Вижте пояснителната страница за други значения на Свети Димитър.
„Свети Димитър“ е българска църква в село Горна Гращица, община Кюстендил.
Църквата е гробищен храм, построен през 1886 г. от майстор Стоимен Стоянов - Шопа от босилеградското село Ресен. Представлява еднокуполна, едноапсидна трикорабна псевдобазилика. В двора на църквата е изградена от същия майстор и камбанария. Иконостасът е с дъсчена направа без резба, изпълнен с растителни орнаменти.